# 七月十二日国家体育场
七月十二日国家体育场（葡萄牙語：Estadio Nacional 12 de Julho）是一座位于圣多美和普林西比首都圣多美的国家体育场，主要承办足球赛事。体育场可容纳6,500名观众，足球场地大小为105 × 68 m。
七月十二日国家体育场是聖多美和普林西比國家足球隊的主场，同时也是安多里尼亚体育俱乐部、普拉亚克鲁兹体育俱乐部等多家足球俱乐部的主场。
七月十二日国家体育场是聖多美和普林西比第一座体育场。体育场在2002年进行了重修，2003年实施了扩建。